# Франклин (окръг, Северна Каролина)
Вижте пояснителната страница за други населени места с името Франклин.
Окръг Франклин (на английски: Franklin County) е окръг в щата Северна Каролина, Съединени американски щати. Площта му е 1282 km², а населението – 64 705 души (2016). Административен център е град Луисбърг.